# アメリカン・マスターズ

ロゴ

『アメリカン・マスターズ』（American Masters）は、PBSが1986年から放送しているテレビ番組で、ニューヨークのWNETが製作が制作した。
本作は、アメリカの大衆文化に大きな影響を与えた芸術家・俳優・作家を題材としているが、アクターズ・スタジオ、グループ・シアター、ティン・パン・アレー、ジュリアード音楽院、ビート・ジェネレーション、1970年代のシンガーソングライターら、サン・レコード、ワーナー・ブラザースなど、特定のグループを題材とする場合もある。

## 起源
本作の第1回目は、1986年夏に放送された『Aaron Copland: A Self-Portrait』である。
サンダンス大学の東海岸学長を務めたスーザン・レイシーが、製作総指揮としてテーマと監督を選び、初年の800万ドル（30億円）の予算を仕切った。
製作陣は、2005年の『ボブ・ディラン：ノーディレクションホーム』や2010年の『ドアーズ：When You're Strange』などの放送においては共同製作にまわる。

## 放送一覧
A
- 「44番街の奇跡：アクターズ・スタジオ」
- 「ステラ・アドラー」
- 「ルイザ・メイ・オルコット：若草物語の背後にある女」
- 「アルゴンキン・ラウンドテーブル：アルゴンキンについて」
- 「ウディ・アレン：ドキュメンタリー」
- 「アトランティック・レコード：アーメットが建てた家」
- 「サッチモ：生命のルイ・アームストロング」
- 「ジョン・ジェイムズ・オーデュボン：自然から引き出される」
- 「リチャード・アヴェドン：光と闇」（1996年1月24日）

B
- 「ジョーン・バエズ：どのように甘いサウンド」
- 「バランシン」
- 「ジェームズ・ボールドウィン：チケットの価格」
- 「ル シル・ボール：ファインディングルーシー」
- 「トニー・ベネット：ミュージックが終了することはありません」
- 「レナード・バーンスタイン：ノート用の到達」
- 「ジェフ・ブリッジス：デュード」
- 「メル・ブルックス：音を立てる」
- 「ジェームス・ブラウン：ソウルサバイバー」
- 「キャロル・バーネット：文字の女」

C
- 「ジョン・ケージ：私が言うことは何もない、私はそれを言っている」
- 「アレキサンダー・カルダー」
- 「キャブ・キャロウェイ：スケッチ」
- ロバート・キャパ：愛と戦争で
- 未回答の祈り：人生と時代トルーマンカポーティ」
- 「ジョニー・カーソン：レイトナイトの王」
- 「ジョン・カサヴェテス」
- 「ウィラ・キャザー：ロードバイクすべてである」
- 「ロン・チェイニー：千の顔の男」
- 「不明チャップリン」
- 「レイ・チャールズ：魂の天才」
- 「ジュリア！アメリカの人気シェフ」
- 「ハロルド・クルアマン：劇場の生活"
- 「世界のナット・キング・コール」
- 「サム・クック：クロッシングオーバー"
- 「アーロン・コープランド：自画像」
- 「ウォルター・クロンカイト：歴史の証人」
- 「オンキューカー」
- 「マース・カニングハム：ダンスの生活"」
- 「光に来て：エドワード・S・カーティスと北アメリカインディアン」

D
- 「ジェームズ・ディーン：センス記憶」
- 「ドミンゴ：音楽生活」
- 「ドアーズ：あなたは奇妙だ」
- 「いいえディレクションホーム：ボブ・ディラン」（監督：スコセッシ）

E
- 「トーマス・イーキンズ：モーションポートレート」
- 「チャールズ＆レイ・イームズ：建築家、画家、
- クリント・イーストウッド -影の不足」
- 「アルバート・アインシュタイン：どのように世界を見る」
- 「名前付きデューク・エリントン」
- 「ラルフ・エリソン：アメリカン・ジャーニー」

F
- 「エラ・フィッツジェラルド：生きがい」
- 「F・スコット・フィッツジェラルド：冬の夢」
- 「ジョン・フォード / ジョン・ウェイン：フィルムメーカーと伝説」
- 「ミロシュ・フォアマン：ポートレート」
- アレサ・フランクリン：ソウルの女王」
- 「バックミンスター・フラー：Outloud考える」（1996年4月10日）

G
- 「ジュディ・ガーランド：バイ・マイセルフ」
- 「マーヴィン・ゲイ：何が起こっている」
- 「発明するデビッド・ゲフィン」
- 「スケッチ・オブ・フランク・ゲーリー」
- 「ジョージ・ガーシュウィンの記憶」
- 「人生と時代アレンギンズバーグ」
- 「リリアン・ギッシュ：私のための俳優の生活"
- 「十二部品におけるフィリップ・グラスの肖像」
- 「ゴールドウィン：男と彼の作品」
- 「ベニー・グッドマン：スイング王国の冒険」
- 「天才の精神生活グレン・グールド」
- 「マーサ・グラハム：ダンサーは明らか」
- 「ケーリー・グラント：別にクラス」
- 「DWグリフィス：フィルムの父」
- 「ウディ・ガスリー：いいえホーム持っていないです」
- 「ブロードウェイのドリーマーズ：遺産シアター」

H
- 「マール・ハガード：私自身と一緒に暮らすことを学ぶ」
- 「ダシール・ハメット：探偵作家」
- 「ジョン・ハモンド：ベッシー・スミスからブルース・スプリングスティーン」
- 「マーヴィン・ハムリッシュ：彼は愛のためにしたもの」
- 「ヘレン・ヘイズ：アメリカ劇場のファーストレディ」
- 「生活リリアンヘルマン」
- 「アーネスト・ヘミングウェイ：海への川」
- 「ジミ・ヘンドリックス：マイ・トレイン・ア・カミンを聞く」
- 「ドン・ヒューイット：上の90分60分」（1998年5月1日）
- 「アル・ハーシュフェルド：ラインキング」
- 「ヒッチコック、セルズニック、ハリウッドの終わり」
- 「ハリウッドの中国」
- 「デビッド・ホックニー：音楽の色」
- 「ビリー・ホリデイ：レディー・デイの長い夜」
- 「レナ・ホーン：彼女自身の声で"
- 「ゾラニールハースト：Sunのジャンプ」

J
- 「ジャスパー・ジョーンズ：ペイントでアイデア」
- 「ジョフリー：アメリカン・ダンスのマーベリックス」
- 「フィリップ・ジョンソン：自画像」（1986年6月30日）
- 「ビル・T・ジョーンズ：良い男」
- 「クインシー・ジョーンズ：ポケットの中"
- 「ジュリアード音楽院」

K
- 「ダニー・ケイ：笑いの遺産」
- 「エリア・カザン」
- 「バスター・キートン：ハード法に従うこと」
- 「ギャリソンキーラー：赤い靴とラジオでの男"
- 「ジーン・ケリー：ダンサーの解剖学」
- 「アンドレKertészof都市」

L
- 「ねえ、ブー：ハーパー・リーとアラバマ物語」
- 「アニーリーボビッツ：レンズを通してライフ」
- 「Lennon NYC」
- 「ジェームズ・レヴァイン：アメリカのマエストロ"と" ジェイムズ・レヴァイン：音楽生活」
- 「ハロルド・ロイド：サード天才」
- 「Cachao：宇野マス」
- 「ジョージ・ルーカス：英雄、神話と魔法」
- 「ヘンリー・ルースとライフのアメリカ：帝国のビジョン」

M
- 「ノーマン・メーラー」
- 「ボブ・マーリー：反乱音楽」
- 「サンフォード・マイズナー：劇場で最もの秘密」
- 「メニューイン：家族の肖像」
- 「アーサーミラー、エリアカザン＆ブラックリスト：罪のない」
- 「ジョニ・ミッチェル：心と心の女」
- 「マーガレット・ミッチェル：アメリカ反乱」
- 「マリリン・モンロー：静物」
- 「ロバート・マザーウェル、ニューヨーク・スクール：シタデルを押しかける」
- 「ジョン・ミューア新しい世界で」
- 「エドワード・R・マロー：この記者」

N
- 「黒人アンサンブルカンパニー」
- 「ウィリー・ネルソン：それでもまだ動いている」
- 「ボブ・ニューハート：ボタンを外し」
- 「ニコルズ＆月：二を取る」
- 「アルウィン・ニコライとマレールイ：ニックとマレー」
- 「イサム・ノグチ：ストーンズ・紙」
- 「アメリカン・ドリームに小説リフレクションズ」

O
- 「フィル・オックス：しかしフォーチュンは」
- 「ジョージア・オキーフ」
- 「ユージン・オニール：幽霊の栄光」
- 「オロスコ：炎の男」

P
- 「ジャック・パール：私が言っていたように」
- 「祝う鳥の勝利：チャーリー・パーカー」
- 「レスポール：サウンドを追いかけて」
- 「パール・ジャム：パール・ジャム二十」
- 「会話グレゴリー・ペック」
- 「IMペイ：建物の中国近代」
- 「エドガー・アラン・ポー：魂の恐怖」（1995年3月22日）
- 「シドニー・ポワチエ：ワンブライトライト」
- 「あなたはトップだ：コール・ポーター物語」
- 「キャサリン・アン・ポーター：メモリのアイ」（1986年7月7日）

R
- 「ロバート・ラウシェンバーグ：発明の天才」
- 「マン・レイ：前衛の預言者」
- 「ルー・リード：ロックン・ロール・ハート」（1998年4月29日）
- 「フレデリック・レミントン：他の日の真実」
- 「ディエゴ・リベラ：アメリカのリベラ」
- 「ジェローム・ロビンス：何かについて踊ること」
- 「ポール・ロブソン：ここで私はスタンド」
- 「ノーマン・ロックウェル：アメリカ絵画」
- 「リチャード・ロジャース：スウィーテストサウンド」
- 「再発見ウィルロジャース」
- 「フィリップ・ロス：マスクされていない」
- 「アーサールーベンスタイン：ルーベンスタイン記憶」

S
- 「モートサール：忠実な野党"
- 「アウグストゥスセントゴーデンス：ゴールデンボウルの仮面」
- 「JDサリンジャー：サリンジャー」
- 「ワルド塩：脚本の旅」
- 「カール・サンドバーグは死んだ」
- 「古き良きチャールズ・シュルツ」
- 「マーティン・スコセッシが指示」
- 「ピート・シーガー：歌の力」
- 「モーリス・センダック：月シェールパパ」
- 「ロッド・サーリング：あなたの承認申請」
- 「簡単サイモン：だけではありません笑のための
- 「ポール・サイモン：適切なタイミングで生まれ、
- 「アメリカのアイザック：と旅アイザックBashevisシンガー」
- 「W・ユージン・スミス：写真困難になる」
- 「アルフレッド・スティーグリッツ：雄弁アイ」
- 「アイザック・スターン：生命のヴィルトゥオーゾ」
- 「ジョージ・スティーヴンス：Flimmakerの旅」
- 「プレストン・スタージェス：アメリカンドリーマーの興亡」
- 「ウィリアム・スタイロン：ライターの道」（1996年1月24日）
- 「グッド・ロッキン・トゥナイト：の遺産日レコード」
- 「ロックの甘い蜜：あなたの声を上げる」

T
- 「ポール・テイラー：Dancemaker」
- 「シスター・ロゼッタサープ：ロックンロールのゴッドマザー」
- 「吟遊詩人：キャロル・キング、ジェームス・テイラーとシンガーソングライターの台頭
- 「トランボ」

V
- 「サラ・ヴォーン：神の一つ
- 「教育・ゴア・ヴィダル」

W
- アンディ・ウォーホル： スーパースター：アンディ・ウォーホルの人生とタイムズ
- 「ブラザーズワーナー」
- 「あなたはこれを覚えておく必要があります～ワーナー・ブラザース物語」
- 「アリス・ウォーターズと彼女のおいしい革命」
- 「マディ・ウォーターズ：満足できない」
- 「ビリー・ワイルダー：人間喜劇」（1998年2月4日）
- 「ハンク・ウィリアムズ：ホンキートンク・ブルース」
- 「テネシー・ウィリアムズ：アメリカ、ステージのオルフェウス」
- 「監督ウィリアム・ワイラー」

Y
- 「ニール・ヤング：否定できない」

## 参照
1. ↑  “Program Description”.  PBS (2004年7月9日). 2010年5月7日時点のオリジナルよりアーカイブ。2010年5月14日閲覧。
2. ↑  O'Connor, John J. (1985年10月16日). “A Self-portrait Marks Copland's 85th Birthday”. The New York Times 2010年5月14日閲覧。
3. ↑  Private Conversations: On the Set of 'Death of a Salesman - IMDb（英語）
4. 1 2 3 4  James, Jamie (1986年6月22日). “Bringing America's Creative Talent into Focus”. The New York Times 2010年5月14日閲覧。
5. ↑  “Susan Lacy: Television Producer, Director, Executive”. She Made It.  The Paley Center for Media. 2010年5月14日閲覧。